# Карой Фогль
Ка́рой Фогль (угор. Fogl Károly; нар. 16 січня 1895, Уйпешт, Будапешт — пом. 12 січня 1969, Будапешт) — угорський футболіст, що грав на позиції захисника. Відомий виступами за клуб «Уйпешт», а також національну збірну Угорщини. Один з найкращих захисників світу свого часу.

## Клубна кар'єра
Основна частина кар'єри гравця пройшла в клубі «Уйпешт», де Карой був однією з головних зірок, лідером і багаторічним капітаном команди. Високий, потужний, жорсткий гравець, з почуттям ритму, баченням поля, швидкістю і відмінними бійцівськими і лідерськими якостями.
З 1918 року в клубі, а з 1920 року і в збірній основним партнером по захисту Кароя Фогля був його рідний брат Йожеф Фогль. Їх знаменитий дует називали Фогль-бар'єр або Фогль-застава (угор. Fogl-gát — дослівно Фогль-гребля), відзначаючи таким чином його надійність і непрохідність.
У роки виступів Кароя Фогля «Уйпешт» був третьою силою в угорському футболі, лише сподіваючись на подолання гегемонії клубів МТК і «Ференцварош». Протягом 10-х — 20-х років клуб тричі займав друге місце чемпіонату і шість разів третє. Також при безпосередній участі Кароя Фогля «Уйпешт» чотири рази виходив у фінал кубка країни, по два рази поступаючись МТК і «Ференцварошу».
Перші значні титули «Уйпешт» завоював у 1929—1930 роках. Команда виграла престижний міжнародний трофей Кубок Мітропи і вперше стала чемпіоном Угорщини. Вклад Кароя Фогля у ці перемоги мінімальний, він уже завершував свою кар'єру. Тому зіграв лише одну гру в чемпіонаті і жодної у Кубку Мітропи, хоча у більшості джерел цей трофей йому занесено до досягнень. Йожеф Фогль продовжував грати за команду, перейнявши від брата капітанську пов'язку. У Кубку Мітропи на рахунку Кароя Фогля є два матчі у 1927 році.
Після «Уйпешту» виступав у команді «Вашаш», у складі якого зіграв три матчі.

## Виступи за збірну

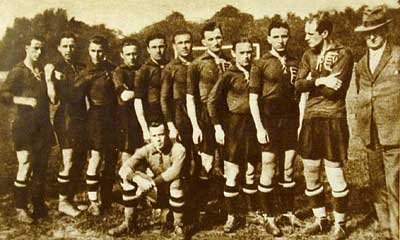
Збірна Угорщини 1924. Карой Фогль крайній зліва.

2 червня 1918 року дебютував в офіційних матчах у складі національної збірної Угорщини в грі проти збірної Австрії (2:0).
В 1924 році був учасником Олімпійських ігор у Франції. Збірна Угорщини в першому раунді перемогла збірну Польщі (5:0), а у другому несподівано поступилась скромній збірній Єгипту (0:3). Партнером Кароя Фогля у цих матчах був Дьюла Манді із МТК, а брат Йожеф залишився серед запасних гравців.
Загалом у 1918—1929 роках зіграв у складі збірної 51 матч, що є значним показником для того часу, і забив два голи. У 17 матчах був капітаном.

## Тренерська кар'єра
В 1934—1935 роках паралельно очолював болгарський клуб «Спортклуб» із Софії і збірну Болгарії. Став чемпіоном Болгарії. Зі збірною працював у семи матчах, у яких команда здобула дві перемоги і п'ять разів поступилась. Тренував команду в матчі відбору до Чемпіонату світу 1934 року проти збірної Угорщини (1:4).
Далі працював у клубах Румунії, Угорщини і Польщі. В 1947 році став чемпіоном Польщі з командою «Варта» (Познань).
Помер 12 січня 1969 року у місті Будапешт, кілька днів не доживши до 74-річчя.

## Досягнення
Як гравець
- Чемпіон Угорщини: 1929–30

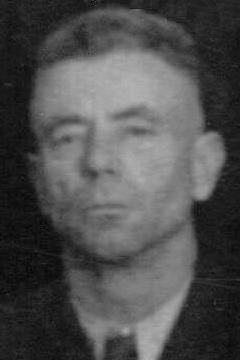
Карой Фогль в 1947 році

- Срібний призер Чемпіонату Угорщини: 1920–21, 1922–23, 1926–27
- Бронзовий призер Чемпіонату Угорщини: 1916–17, 1918–19, 1921–22, 1923–24, 1927–28, 1928–29
- Фіналіст Кубка Угорщини: 1922, 1923, 1925[5], 1927

Як тренер
- Чемпіон Болгарії: 1934–35
- Чемпіон Польщі: 1947

## Примітки

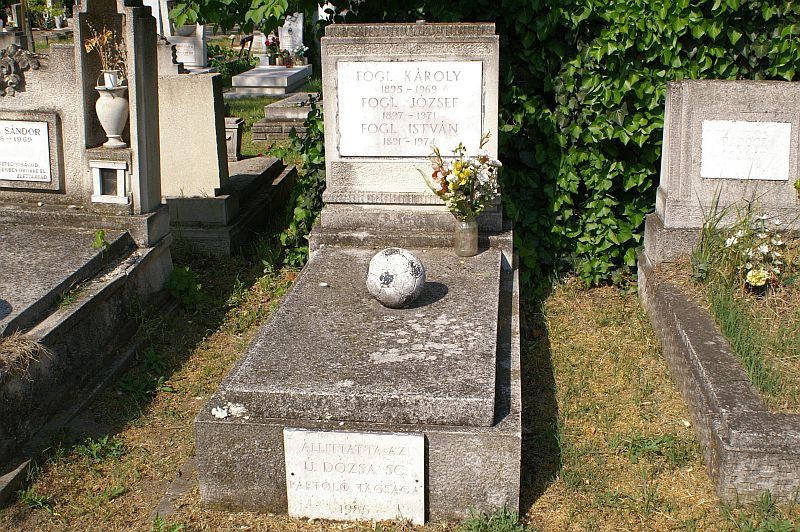
Могила

## Статистика виступів за збірну
| Дата       | Місто     | Господарі      | Результат | Гості          | Турнір                     | Голи       | Примітки        |
| ---------- | --------- | -------------- | --------- | -------------- | -------------------------- | ---------- | --------------- |
| 02/06/1918 | Відень    | Австрія        | 0 – 2     | Угорщина       | товариський матч           | -          |                 |
| 06/10/1918 | Відень    | Австрія        | 0 – 3     | Угорщина       | товариський матч           | -          |                 |
| 06/04/1919 | Будапешт  | Угорщина       | 2 – 1     | Австрія        | товариський матч           | -          |                 |
| 05/10/1919 | Відень    | Австрія        | 2 – 0     | Угорщина       | товариський матч           | -          |                 |
| 09/11/1919 | Будапешт  | Угорщина       | 3 – 2     | Австрія        | товариський матч           | -          |                 |
| 02/05/1920 | Відень    | Австрія        | 2 – 2     | Угорщина       | товариський матч           | -          |                 |
| 24/10/1920 | Берлін    | Німеччина      | 1 – 0     | Угорщина       | товариський матч           | -          |                 |
| 07/11/1920 | Будапешт  | Угорщина       | 1 – 2     | Австрія        | товариський матч           | -          |                 |
| 24/04/1921 | Відень    | Австрія        | 4 – 1     | Угорщина       | товариський матч           | -          |                 |
| 05/06/1921 | Будапешт  | Угорщина       | 3 – 0     | Німеччина      | товариський матч           | -          |                 |
| 01/11/1921 | Будапешт  | Угорщина       | 4 – 2     | Швеція         | товариський матч           | -          |                 |
| 18/12/1921 | Будапешт  | Угорщина       | 1 – 0     | Польща         | товариський матч           | -          |                 |
| 15/06/1922 | Будапешт  | Угорщина       | 1 – 1     | Швейцарія      | товариський матч           | -          |                 |
| 02/07/1922 | Бохум     | Німеччина      | 0 – 0     | Угорщина       | товариський матч           | -          |                 |
| 09/07/1922 | Стокгольм | Швеція         | 1 – 1     | Угорщина       | товариський матч           | -          |                 |
| 13/07/1922 | Гельсінкі | Фінляндія      | 1 – 5     | Угорщина       | товариський матч           | 64' (пен.) |                 |
| 24/09/1922 | Відень    | Австрія        | 2 – 2     | Угорщина       | товариський матч           | -          |                 |
| 26/11/1922 | Будапешт  | Угорщина       | 1 – 2     | Австрія        | товариський матч           | -          | 35'             |
| 04/03/1923 | Генуя     | Італія         | 0 – 0     | Угорщина       | товариський матч           | -          |                 |
| 11/03/1923 | Лозанна   | Швейцарія      | 1 – 6     | Угорщина       | товариський матч           | -          |                 |
| 06/05/1923 | Відень    | Австрія        | 1 – 0     | Угорщина       | товариський матч           | -          |                 |
| 19/08/1923 | Будапешт  | Угорщина       | 3 – 1     | Фінляндія      | товариський матч           | -          |                 |
| 23/09/1923 | Будапешт  | Угорщина       | 2 – 0     | Австрія        | товариський матч           | -          |                 |
| 06/04/1924 | Будапешт  | Угорщина       | 7 – 1     | Італія         | товариський матч           | -          |                 |
| 04/05/1924 | Будапешт  | Угорщина       | 2 – 2     | Австрія        | товариський матч           | -          |                 |
| 18/05/1924 | Цюрих     | Швейцарія      | 4 – 2     | Угорщина       | товариський матч           | -          |                 |
| 26/05/1924 | Париж     | Угорщина       | 5 – 0     | Польща         | Олімпійські ігри – 1 раунд | -          | Капітан команди |
| 29/05/1924 | Сент-Овен | Угорщина       | 0 – 3     | Єгипет         | Олімпійські ігри – 1/8     | -          | Капітан команди |
| 04/06/1924 | Гавр      | Франція        | 0 – 1     | Угорщина       | товариський матч           | -          |                 |
| 14/09/1924 | Відень    | Австрія        | 2 – 1     | Угорщина       | товариський матч           | -          |                 |
| 21/09/1924 | Будапешт  | Угорщина       | 4 – 1     | Німеччина      | товариський матч           | -          |                 |
| 18/01/1925 | Мілан     | Італія         | 1 – 2     | Угорщина       | товариський матч           | -          |                 |
| 25/03/1925 | Будапешт  | Угорщина       | 5 – 0     | Швейцарія      | товариський матч           | -          | Капітан команди |
| 05/05/1925 | Відень    | Австрія        | 3 – 1     | Угорщина       | товариський матч           | -          |                 |
| 21/05/1925 | Будапешт  | Угорщина       | 1 – 3     | Бельгія        | товариський матч           | -          | Капітан команди |
| 12/07/1925 | Стокгольм | Швеція         | 6 – 2     | Угорщина       | товариський матч           | -          | Капітан команди |
| 19/07/1925 | Краків    | Польща         | 0 – 2     | Угорщина       | товариський матч           | -          | Капітан команди |
| 04/10/1925 | Будапешт  | Угорщина       | 0 – 1     | Іспанія        | товариський матч           | -          |                 |
| 06/06/1926 | Будапешт  | Угорщина       | 2 – 1     | Чехословаччина | товариський матч           | -          |                 |
| 20/08/1926 | Будапешт  | Угорщина       | 4 – 1     | Польща         | товариський матч           | 42'        | Капітан команди |
| 19/09/1926 | Відень    | Австрія        | 2 – 3     | Угорщина       | товариський матч           | -          | Капітан команди |
| 14/11/1926 | Будапешт  | Угорщина       | 3 – 1     | Швеція         | товариський матч           | -          | Капітан команди |
| 19/12/1926 | Віго      | Іспанія        | 4 – 2     | Угорщина       | товариський матч           | -          |                 |
| 10/04/1927 | Відень    | Австрія        | 6 – 0     | Угорщина       | товариський матч           | -          | Капітан команди |
| 24/04/1927 | Прага     | Чехословаччина | 4 – 1     | Угорщина       | товариський матч           | -          | Капітан команди |
| 12/06/1927 | Будапешт  | Угорщина       | 13 – 1    | Франція        | товариський матч           | -          | Капітан команди |
| 25/09/1927 | Будапешт  | Угорщина       | 5 – 3     | Австрія        | Кубок Центральної Європи   | -          | Капітан команди |
| 09/10/1927 | Будапешт  | Угорщина       | 1 – 2     | Чехословаччина | товариський матч           | -          | Капітан команди |
| 07/10/1928 | Відень    | Австрія        | 5 – 1     | Угорщина       | Кубок Центральної Європи   | -          | Капітан команди |
| 24/02/1929 | Коломб    | Франція        | 3 – 0     | Угорщина       | товариський матч           | -          | Капітан команди |
| 14/04/1929 | Берн      | Швейцарія      | 4 – 5     | Угорщина       | Кубок Центральної Європи   | -          | Капітан команди |
| Усього     |           | Матчів         | 51        |                | Голів                      | 2          |                 |